# Mariamne V
Mariamne V fou la segona filla d'Herodes Agripa I i la seva dona Cipros. Quan el seu pare va morir l'any 44 tenia 10 anys. Poc després fou promesa amb Arquelau, fill d'Hèlcies o Quèlcies, però a la mort del seu pare se'n desdigué i es va casar amb Demetri, un important jueu que fou alabarca d'Alexandria.